# Rugopharynx australis
Rugopharynx australis är en rundmaskart som först beskrevs av Mönnig 1926.  Rugopharynx australis ingår i släktet Rugopharynx och familjen Pharyngostrongylidae. Inga underarter finns listade i Catalogue of Life.